# Nicolaes van Geelkercken
Nicolaes van Geelkercken (Scherpenzeel ca. 1585 – Arnhem 1656) was een Gelders landmeter en cartograaf, die in de 17e eeuw in dienst was van de Gelderse overheid. 
Hij is onder meer bekend van zijn vele manuscriptkaarten, die voor een belangrijk deel worden bewaard in het Gelders Archief. Hij werd in zijn vak opgevolgd door zijn zonen Isaac van Geelkercken, Jacob van Geelkercken en Arnold van Geelkercken. Ook Nicolaes' broer Arnoldus van Geelkercken (1570/72-1602) was cartograaf.

## Biografieën
- Meurer, P.H., Der Kartograph Nicolaes van Geelkercken. Heimatkalender des Kreises Heinsberg 2001: 79-97.
- Meurer, P.H., De jonge Nicolaes van Geelkercken. Caert-Thresoor 20, 2 (2001): 41-47.

## Afbeeldingen

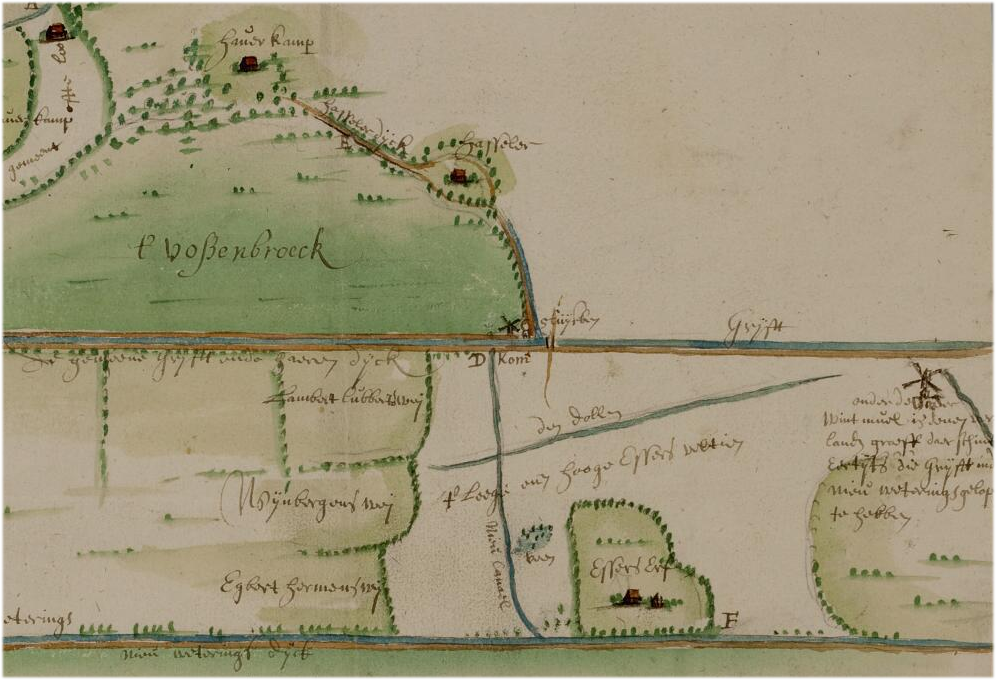
Emst (1640)
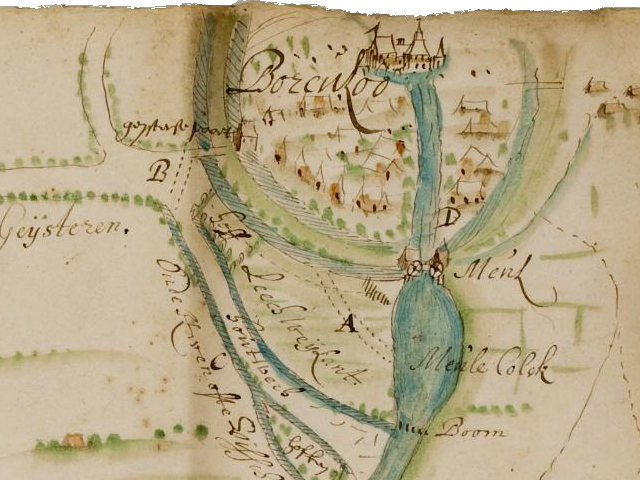
Borculo. (1642)
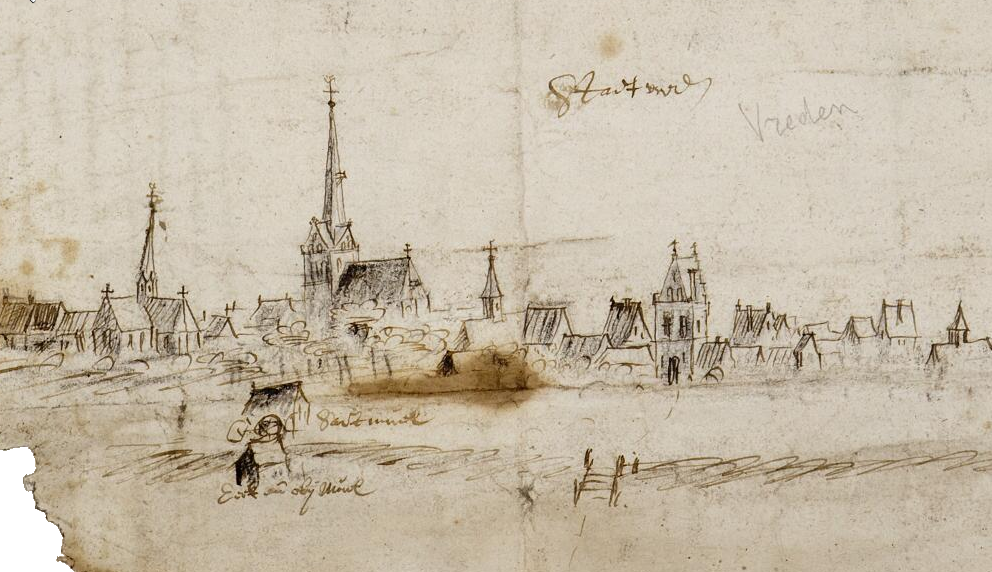
Vreden. (1649)

- Biografisch Portaal: 15825413
- Stuttgart Database of Scientific Illustrators 1450–1950: 10637
- Gemeinsame Normdatei: 189533846
- International Standard Name Identifier: 0000 0000 6847 2275
- Nationale Bibliotheek van Israël: 987007296300005171
- RKD-Nederlands Instituut voor Kunstgeschiedenis: 112911
- Système universitaire de documentation: 261927078
- Virtual International Authority File: 98376090
- WorldCat: E39PBJqQtCytkW6hJCpCHP6Myd